# Câmpuri-Surduc
Câmpuri-Surduc – wieś w Rumunii, w okręgu Hunedoara, w gminie Gurasada. W 2011 roku liczyła 345 mieszkańców.